# 계남향약
계남향약은 대한민국 전북특별자치도 장수군 계남면 화음리에 있는 보존되어 내려온 향약 관련 고문서이다. 2018년 11월 22일 장수군의 향토문화유산(유형) 제18호로 지정되었다.

## 지정 사유
계남향약은 100년 이상을 이어져 보존되어 왔으며 초창기인 일제강점기 일본에 맞서 창씨개명 반대운동을 벌이는 등 지역의 저항정신을 잘 보여주고 있어, 초창기 자료인 고문서 7권에 대한 향토문화재 지정을 통한 보존관리가 필요하다.